# Menamayor
Menamayor es una localidad española y también una entidad local menor pertenecientes al municipio de Valle de Mena, en la provincia de Burgos, comunidad autónoma de Castilla y León. En 2021 la localidad contaba con una población de  53 habitantes empadronados.

## Símbolos

Representación heráldica del blasón

El escudo heráldico y la bandera que representan a la entidad local menor fueron aprobados oficialmente el 12 de marzo de 2003. El escudo sigue el siguiente blasón:

«Partido. Primero,en gules armas de Castilla. Segundo,en oro parra de sinople, terrazada, frutada de racimos de sable. Entado en punta, en oro, manzana de sinople. Al timbre corona real cerrada.»
Boletín Oficial de Castilla y León nº 82 de 2 de mayo de 2003

La descripción textual de la bandera es la siguiente:

«Cuadrada, o de 1 por 1. Sobre amarillo triángulo en rojo junto al ástil. En el corazón de la bandera campeará el ESCUDO MUNICIPAL.»
Boletín Oficial de Castilla y León nº 82 de 2 de mayo de 2003

## Demografía
En 2013 la unidad poblacional contaba con 50 habitantes empadronados.
| Gráfica de evolución demográfica de Menamayor entre 2000 y 2021               |
|                                                                               |
| Población (2000-2011) según el nomenclátor de unidades poblacionales del INE. |

## Historia
Así se describe a Menamayor en el tomo XI del Diccionario geográfico-estadístico-histórico de España y sus posesiones de Ultramar, obra impulsada por Pascual Madoz a mediados del siglo XIX:

Lugar en la provincia, audiencia territorial y capitanía general de Burgos (20 leguas), diócesis de Santander (14), partido judicial de Villarcayo (7) y ayuntamiento de Villasana (1/2). Situado en llano, combatido de todos los vientos, pero principalmente por el S; goza de clima sano, y las enfermedades más comunes son los dolores de muelas. Tiene 27 casas; una fuente muy abundante a falda del pueblo, cuyas aguas dan movimiento en invierno a un molino harinero; una iglesia parroquial (San Pedro y San Pablo) de entrada y patronato del pueblo, servida por un cura párroco de provisión ordinaria. Confina el término N Opio; E Mantrana y Presilla; S Entrambas-aguas y O Carrasquedo y Santa Cruz. El terreno es de buena calidad, con algunos montes cuyo principal arbolado consiste en robles y encinas; atraviesa la jurisdicción un riachuelo que nace de la citada fuente y va a desaguar en el río que desciende del pueblo de Cadagua. Caminos: los que dirigen a Burgos, Valmaseda, Bilbao, Castro, Rebolga, Opio, Biergol, Medianas y Santa Cruz. Producciones: trigo, maíz, cebada, avena, alubias, habas, patatas y demás legumbres; ganado lanar, vacuno, mular, yeguar y de cerda; caza de perdices, codornices, palomas, liebres y algunos jabalíes; y pesca de truchas y anguilas. Industria: la agrícola. Población: 17 vecinos, 62 almas. Capital imponible: 420 reales.
Diccionario geográfico-estadístico-histórico de España y sus posesiones de Ultramar